# Perissocerus abyssinicus
Perissocerus abyssinicus är en tvåvingeart som beskrevs av Gerstaecker 1868. Perissocerus abyssinicus ingår i släktet Perissocerus och familjen Mydidae.
Artens utbredningsområde är Etiopien. Inga underarter finns listade i Catalogue of Life.